# Hamburger Hill
Hamburger Hill is een historische oorlogsfilm uit 1987 onder regie van John Irvin. Het verhaal gaat over de waargebeurde veldslag om Hamburger Hill in de Vietnamoorlog. Heuvel 937 werd door de soldaten die er vochten omgedoopt tot Hamburger Hill.

## Verhaal
Op 11 mei 1969 krijgen de soldaten van het 187th regiment van de 101st Airborne Division opdracht om heuvel 937 in de Ashauvallei, in te nemen. Hun taak wordt bemoeilijkt door zware regenval en kost veel mensenlevens. Op 15 mei krijgen ze de hulp van luchttroepen en wordt een bunker ingenomen. De gewonden worden afgevoerd en de post doorgenomen. De volgende dag gaat de strijd door. Er vindt een veldslag plaats en na een bloedige strijd van tien dagen slagen ze in hun opdracht. Kort nadien komt het bevel om onmiddellijk de heuvel te ontruimen.

## Cast
| Acteur             | Personage                         |
| ------------------ | --------------------------------- |
| Anthony Barrile    | Pvt. Vincent 'Alphabet' Languilli |
| Michael Boatman    | Pvt. Ray Motown                   |
| Don Cheadle        | Pvt. Johnny Washburn              |
| Michael Dolan      | Pvt. Harry Murphy                 |
| Don James          | Pvt. Elliott 'Mac' McDaniel       |
| Dylan McDermott    | Sgt. Adam Frantz                  |
| Michael A. Nickles | Pvt. Paul Galvan                  |
| Harry O'Reilly     | Pvt. Michael Duffy                |
| Daniel O'Shea      | Pvt. Frank Gaigin                 |
| Tim Quill          | Pvt. Joe Beletsky                 |
| Tommy Swerdlow     | Pvt. Martin Bienstock             |
| Courtney B. Vance  | Spc. Abraham 'Doc' Johnson        |
| Steven Weber       | Sfc. Dennis Worcester             |
| Tegan West         | Lt. Terry Eden                    |
| Kieu Chinh         | Mama San                          |
| Doug Goodman       | Lagunas                           |
| J.C. Palmore       | Healy                             |

## Trivia
- Schrijver Carabatsos vocht zelf in de Vietnamoorlog en vernoemde verschillende personages naar mannen met wie hij diende.
- Onder de figuranten bevonden zich echte Amerikaanse mariniers die op dat moment gelegerd waren in de Filipijnen, waar de film werd opgenomen.